# Diocèse de Saint-Malo

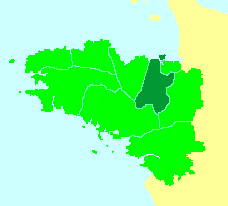
L'ancien évêché de Saint-Malo

Le diocèse de Saint-Malo (dit également évêché de Saint-Malo) est un ancien diocèse de l'Église catholique en France.
Il est un des neuf diocèses ou évêchés historiques de Bretagne. Son territoire correspondait au Pays de Saint-Malo qui est principalement situé sur les actuels départements d'Ille-et-Vilaine, des Côtes-d'Armor et une partie du Morbihan (région de Ploërmel). Son siège épiscopal se trouvait à Saint-Malo, après avoir été à Aleth jusqu'au XIIe siècle.

## Histoire

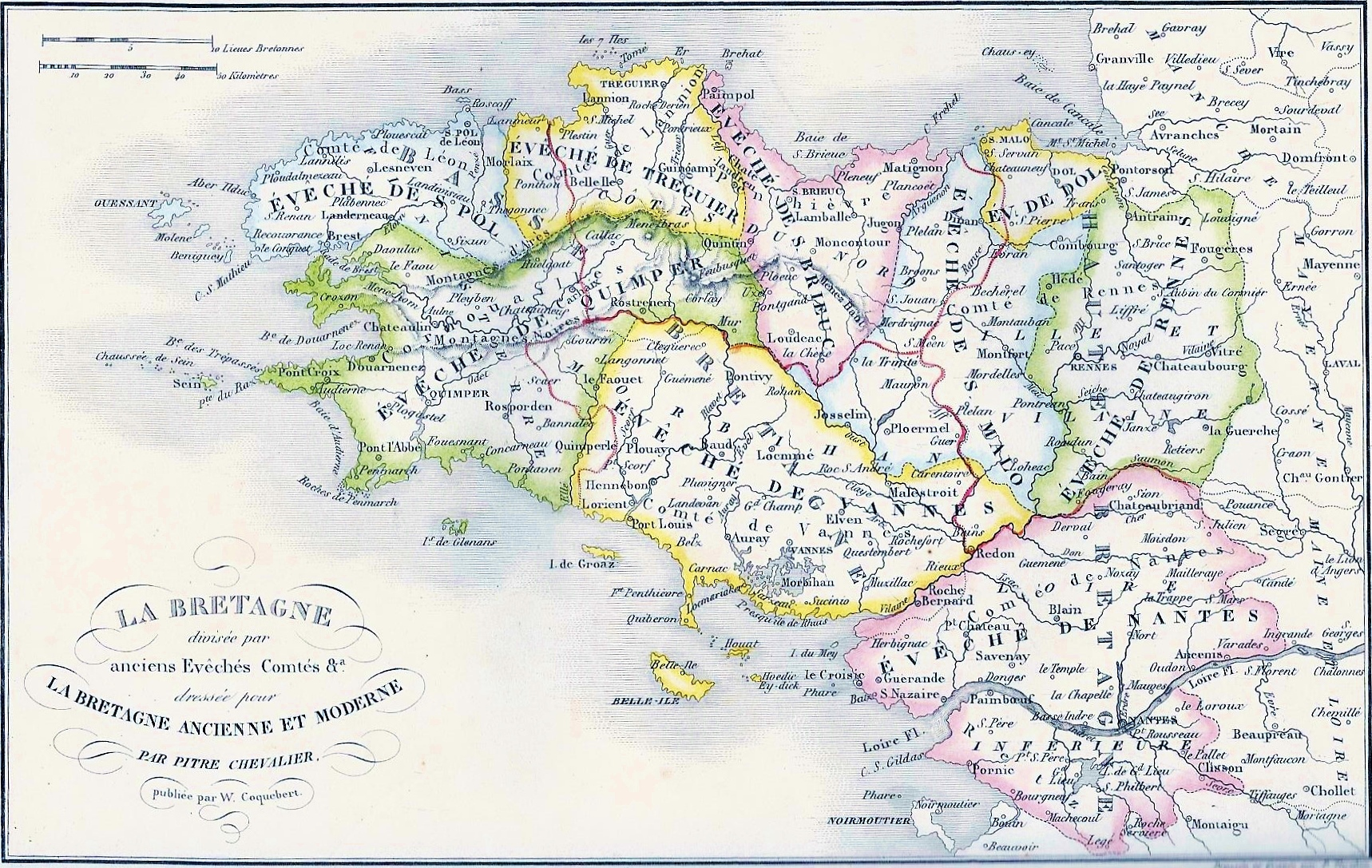
Carte des évêchés bretons de l'Ancien Régime (par Pierre-Michel-François Chevalier dans « La Bretagne ancienne et moderne », 1844).

Comme le pays de Saint-Brieuc et le pays de Dol, celui de Saint-Malo est issu du démembrement de l'ancienne cité des Coriosolites. Un évêché sera créé au IXe siècle dont le siège sera installé à Aleth, localité de la presqu'île de Saint-Servan, au débouché de la Rance, face à Saint-Malo qui finira par récupérer le siège épiscopal au XIIe siècle. La plus ancienne attestation de cet évêché date de 818. 
Au lendemain de la Révolution, le 29 novembre 1801, les diocèses bretons sont réorganisés afin de faire correspondre les limites diocésales à celle des départements. Le diocèse de Saint-Malo (tout comme celui de Dol-de-Bretagne voisin) sera alors supprimé, l'est et de l'extrême nord de son territoire avec la ville de Saint-Malo sera incorporé au diocèse de Rennes qui ainsi, se calque désormais sur le département d'Ille-et-Vilaine.

## Subdivisions
L'évêché de Saint-Malo était divisé en deux archidiaconés respectivement subdivisés en 4 doyennés chacun :
- Archidiaconé de Dinan :
  - doyenné de Poulet ( il correspondait à la ville de Saint-Malo et aux paroisses avoisinantes) ;
  - doyenné de Poudouvre ;
  - doyenné de Plumaudan ;
  - doyenné de Bécherel ;

- Archidiaconé de Porhoët (siège à Ploërmel) :
  - doyenné de Lohéac ;
  - doyenné de Montfort ;
  - doyenné de Beignon ;
  - doyenné de Lanouée.